# Mariposa Grove Museum
Le Mariposa Grove Museum est un musée près de Wawona, dans la section du parc national de Yosemite relevant du comté de Mariposa, en Californie. Situé dans le Mariposa Grove, un bosquet de séquoias géants, il est inscrit au Registre national des lieux historiques depuis le 1er décembre 1978.